# Eriastichus parabilis
Eriastichus parabilis (лат.) — вид мелких хальциноидных наездников из подсемейства Tetrastichinae (Eulophidae). Встречаются в Центральной Америке: Коста-Рика (San José, San Gerardo de Dota, 9°33’N, 83°47’W).

## Описание
Мелкие наездники-эвлофиды, длина 2,3 мм. От близких видов отличается следующими признаками: вентральный выступ скапуса равен 0,4 длины скапуса, антенны с дорсобазальными щетинками на F1 равны 0,5 × длины F1; брюшко с боковыми пучками светлых уплощенных щетинок на Gt6. Голова чёрная (ниже усиков желтовато-коричневая), скапус бледно-коричневый, педицель и жгутик тёмно-бурые. Мезоскутум, мезоскутеллум, проподеум и дорселлум чёрные с металлическим отблеском. Ноги с чёрным тазиком, задние бёдра светло-коричневые, остальные части ног желтовато-коричневые. Брюшко тёмно-коричневое. Тело покрыто многочисленными тонкими короткими волосками. Скуловая борозда изогнута; брюшко с раздутой плевральной мембраной между Gt1-4 и Gs1-4; у обоих полов пучок светлых и уплощенных щетинок сбоку на Gt6. Усики 12-члениковые (булава из 3 члеников). Биология неизвестна. Предположительно, как и другие близкие группы паразитируют на насекомых.

## Таксономия
Вид был впервые описан в 2021 году шведским гименоптерологом Christer Hansson по материалам из Коста-Рики.